# Karolis Petrukonis
Karolis Petrukonis (ur. 18 maja 1987 w Trokach) – litewski koszykarz, występujący na pozycjach silnego skrzydłowego lub środkowego.
14 września 2017 dołączył do PGE Turowa Zgorzelec na okres próbny. 22 września został oficjalnie nowym zawodnikiem klubu.

## Osiągnięcia
Stan na 2 grudnia 2019, na podstawie, o ile nie zaznaczono inaczej.
NCAA
- Uczestnik turnieju NCAA (2008–2010)

Drużynowe
- Mistrz Estonii (2015)
- Wicemistrz:
  - ligi bałtyckiej (2014, 2016)
  - Litwy (2011)
  - Estonii (2014, 2016)
- Brąz ligi bałtyckiej (2011)
- Zdobywca pucharu Estonii (2014, 2015)
- Finalista pucharu Estonii (2016)
- Uczestnik rozgrywek:
  - EuroChallenge (2014/15)
  - pucharu FIBA Europa (2015/16)

Reprezentacja
- Uczestnik:
  - mistrzostw Europy:
    - U–20 (2007 – 11. miejsce)
    - U–18 (2004 – 9. miejsce, 2005 – 9. miejsce)

  - kwalifikacji do Eurobasketu U–16 (2003)
- Lider Eurobasketu U-18 w blokach (2005)